# Sphaeralcea endlichii
Sphaeralcea endlichii är en malvaväxtart som beskrevs av Ulbrich. Sphaeralcea endlichii ingår i släktet klotmalvor, och familjen malvaväxter. Inga underarter finns listade i Catalogue of Life.